# Mathias Hain
Mathias Hain (n. el 31 de diciembre de 1972) es un futbolista alemán retirado. Es hermano de Uwe Hain, que jugaba de portero. Hain era conocido por su habilidad de parar tiros. Jugaba de portero y su último club fue el FC St. Pauli. Actualmente es el entrenador de porteros del FC St. Pauli.

## Carrera
Estuvo entre 1989 y 1999 en el Eintracht Brunswick, aunque sólo jugó 14 partidos. En 1999 se fue al SpVgg Greuther Fürth, jugando 22 partidos. Al año siguiente se fue al Arminia Bielefeld, jugando 243 partidos y siendo el capitán del equipo hasta que dejó el club en 2008. Se fue al FC St. Pauli, jugando 69 partidos y en 2011, se retiró del fútbol.

## Clubes
| Club                 | País     | Año       |
| -------------------- | -------- | --------- |
| Eintracht Brunswick  | Alemania | 1989-1999 |
| SpVgg Greuther Fürth | Alemania | 1999-2000 |
| Arminia Bielefeld    | Alemania | 2000-2008 |
| FC St. Pauli         | Alemania | 2008-2011 |